# دهقايد (دالكي)
دهقايد (بالفارسية: دهقاید) هي قرية تقع في إيران في قسم دالكي الريفي. يقدر عدد سكانها بـ 6,271 نسمة .